# Nelson Giants
I Nelson Giants sono una società cestistica avente sede a Nelson, in Nuova Zelanda. Fondati nel 1982, giocano nella National Basketball League.
Disputano le partite interne nella Trafalgar Centre, che ha una capacità di 2.500 spettatori.

## Palmarès
- National Basketball League: 3

1994, 1998, 2007